# Chałacie
Chałacie est une localité polonaise de la voïvodie de Couïavie-Poméranie et du powiat de Lipno,.